# Nhà thờ Nữ vương Hòa bình ở Košice
Nhà thờ Nữ vương Hòa bình ở Košice (tiếng Slovakia: Kostol Kráľovnej pokoja v Košice) là một nhà thờ tọa lạc tại số 15 phố Milosrdenstva, quận Košice-Juh, thành phố Košice, Slovakia. Vào ngày 16 tháng 10 năm 1963, nhà thờ này được ghi danh vào Danh sách Di tích Trung ương theo quyết định của Bộ Văn hóa Cộng hòa Slovakia. Theo Nghị quyết của Chủ tịch Hội đồng Quốc gia Slovakia, nhà thờ cũng được công nhận là di tích văn hóa quốc gia.

## Lịch sử
Nhà thờ Nữ vương Hòa bình ở Košice được xây dựng trong hai năm 1938 và 1939. Thiết kế của cả nội và ngoại thất của nhà thờ này đều rất đơn giản, chỉ chú trọng vào tính hữu ích khi sử dụng.
Sau Công đồng Vatican II, không gian cử hành phụng vụ trong các nhà thờ thay đổi, và nhà thờ Nữ vương Hòa bình ở Košice không là ngoại lệ. Nhà thờ này đã dỡ bỏ bàn thờ chính ban đầu.
Tác giả của cửa sổ kính màu bên trong nhà thờ là một nghệ nhân kính nổi tiếng người Hungary tên là Palka József. Mô-típ của cửa sổ kính màu này là Đức Mẹ Maria - nữ vương hòa bình. Đức Mẹ được các thiên thần vây quanh. Phía bên trên có hình ảnh chú chim bồ câu trắng là biểu tượng của Chúa Thánh Thần. Ngay bên dưới là dòng chữ: "VERGINA PACIS, ORA PRO NOBIS (Nữ vương hòa bình, xin cầu cho chúng con)".